# EPrix Marrákeše 2019
ePrix Marrákeše 2019 (formálně nazývána 2019 ABB FIA Formula E Marrakesh ePrix) se konala dne 12. ledna 2019 a byla druhým závodem sezóny 2018/19 šampionátu Formule E. Zároveň byla tato ePrix v pořadí třetí ePrix Marrákeše. Závod se jel na okruhu Circuit International Automobile Moulay El Hassan ležícím v Marrákeši v Maroku.
Závod na 31 kol vyhrál Jérôme d'Ambrosio z týmu Mahindra. Na druhém místě dojel Robin Frijns z týmu Envision Virgin Racing a na třetím místě jeho týmový kolega Sam Bird, přestože startoval z pole position
Po startu držel Sam Bird pozici na čele závodu i přes kolizi, kterou v první zatáčce způsobil Jean-Éric Vergne z týmu Techeetah. Vydržel na ní jen 10 kol, kdy ho předjel vítěz přecchozího závodu António Félix da Costa z BMW Andretti. Da Costa držel vedení v závodu až do 26. kola, ve kterém došlo ke kolizi mezi ním a týmovým kolegou Alexandrem Simsem a která znamenala Da Costův konec v závodě. Do vedení se protlačil d'Ambrosio a po zajetí safety caru do boxů udržel vedení o 0,143 sekundy před Frijnsem. Pro d'Ambrosia se jednalo o třetí vítězství kariéry a první, které nezískal díky diskvalifikaci ostatních soupeřů.

## Výsledky

### Kvalifikace
| Pořadí | No. | Jezdec                 | Tým           | Čas      | Ztráta  | Start. pozice |
| ------ | --- | ---------------------- | ------------- | -------- | ------- | ------------- |
| 1      | 2   | Sam Bird               | Virgin-Audi   | 1:17.489 | —       | 1             |
| 2      | 25  | Jean-Éric Vergne       | Techeetah-DS  | 1:17.535 | +0.046  | 2             |
| 3      | 28  | António Félix da Costa | Andretti-BMW  | 1:17.626 | +0.137  | 6             |
| 4      | 23  | Sébastien Buemi        | e.Dams-Nissan | 1:17.738 | +0.249  | 3             |
| 5      | 27  | Alexander Sims         | Andretti-BMW  | 1:18.400 | +0.911  | 4             |
| 6      | 20  | Mitch Evans            | Jaguar        | 1:29.379 | +11.890 | 5             |
| 7      | 94  | Pascal Wehrlein        | Mahindra      | 1:18.126 | —       | 7             |
| 8      | 4   | Robin Frijns           | Virgin-Audi   | 1:18.200 | +0.074  | 8             |
| 9      | 3   | Nelson Piquet Jr.      | Jaguar        | 1:18.347 | +0.221  | 9             |
| 10     | 64  | Jérôme d'Ambrosio      | Mahindra      | 1:18.440 | +0.314  | 10            |
| 11     | 11  | Lucas di Grassi        | Audi          | 1:18.595 | +0.469  | 11            |
| 12     | 22  | Oliver Rowland         | e.Dams-Nissan | 1:18.604 | +0.478  | 12            |
| 13     | 7   | José María López       | Dragon-Penske | 1:18.612 | +0.486  | 13            |
| 14     | 16  | Oliver Turvey          | NIO           | 1:18.624 | +0.498  | 14            |
| 15     | 19  | Felipe Massa           | Venturi       | 1:18.780 | +0.654  | 15            |
| 16     | 66  | Daniel Abt             | Audi          | 1:18.921 | +0.795  | 16            |
| 17     | 48  | Edoardo Mortara        | Venturi       | 1:19.133 | +1.007  | 17            |
| 18     | 8   | Tom Dillmann           | NIO           | 1:19.338 | +1.212  | 18            |
| 19     | 17  | Gary Paffett           | HWA-Venturi   | 1:19.516 | +1.390  | 19            |
| 20     | 36  | André Lotterer         | Techeetah-DS  | 1:19.633 | +1.507  | 20            |
| 21     | 6   | Maximilian Günther     | Dragon-Penske | 1:23.332 | +5.206  | 21            |
| 22     | 5   | Stoffel Vandoorne      | HWA-Venturi   | 1:33.404 | +15.278 | 22            |
| Zdroj: |     |                        |               |          |         |               |

Poznámky
1. ↑  António Félix da Costa obdržel trest posunu o 3 místa vzad za překročení povoleného množství výkonu během neměřeného kola.

### Závod
| Pořadí | No. | Jezdec                 | Tým               | Kol | Čas/Nedokončil  | Start. pozice | Body |
| ------ | --- | ---------------------- | ----------------- | --- | --------------- | ------------- | ---- |
| 1      | 64  | Jérôme d'Ambrosio      | Mahindra          | 31  | 46:45.884       | 10            | 25   |
| 2      | 4   | Robin Frijns           | Virgin-Audi       | 31  | +0.143          | 8             | 18   |
| 3      | 2   | Sam Bird               | Virgin-Audi       | 31  | +0.461          | 1             | 18   |
| 4      | 27  | Alexander Sims         | Andretti-BMW      | 31  | +0.740          | 4             | 12   |
| 5      | 25  | Jean-Éric Vergne       | Techeetah-Citroën | 31  | +1.232          | 2             | 10   |
| 6      | 36  | André Lotterer         | Techeetah-Citroën | 31  | +1.457          | 20            | 8    |
| 7      | 11  | Lucas di Grassi        | Audi              | 31  | +1.633          | 11            | 7    |
| 8      | 23  | Sébastien Buemi        | e.Dams-Nissan     | 31  | +2.455          | 2             | 4    |
| 9      | 20  | Mitch Evans            | Jaguar            | 31  | +2.980          | 6             | 2    |
| 10     | 66  | Daniel Abt             | Audi              | 31  | +4.014          | 16            | 1    |
| 11     | 7   | José María López       | Dragon-Penske     | 31  | +4.528          | 13            |      |
| 12     | 6   | Maximilian Günther     | Dragon-Penske     | 31  | +6.034          | 21            |      |
| 13     | 48  | Edoardo Mortara        | Venturi           | 31  | +6.790          | 17            |      |
| 14     | 3   | Nelson Piquet Jr.      | Jaguar            | 31  | +6.833          | 9             |      |
| 15     | 22  | Oliver Rowland         | e.Dams-Nissan     | 31  | +7.529          | 12            |      |
| 16     | 16  | Oliver Turvey          | NIO               | 31  | +9.241          | 14            |      |
| 17     | 8   | Tom Dillmann           | NIO               | 31  | +9.665          | 18            |      |
| 18     | 19  | Felipe Massa           | Venturi           | 31  | +10.250         | 15            |      |
| Ret    | 28  | António Félix da Costa | Andretti-BMW      | 25  | Accident        | 6             |      |
| Ret    | 17  | Gary Paffett           | HWA-Venturi       | 3   | Puncture        | 19            |      |
| Ret    | 94  | Pascal Wehrlein        | Mahindra          | 1   | Accident damage | 7             |      |
| Ret    | 5   | Stoffel Vandoorne      | HWA-Venturi       | 1   | Suspension      | 22            |      |
| Zdroj: |     |                        |                   |     |                 |               |      |

Poznámky
1. ↑  Tři body za pole position.
2. ↑  Jeden bod za nejrychlejší kolo.

## Pořadí po závodě
Zdroj:

### Pořadí jezdců
| +/– | Poř | Jezdec                 | Body |
| --- | --- | ---------------------- | ---- |
| 2   | 1   | Jérôme d'Ambrosio      | 40   |
| 1   | 2   | António Félix da Costa | 28   |
| 1   | 3   | Jean-Éric Vergne       | 28   |
| 1   | 4   | André Lotterer         | 19   |
| 7   | 5   | Robin Frijns           | 18   |

### Pořadí týmů
| +/– | Poř | Tým               | Body |
| --- | --- | ----------------- | ---- |
|     | 1   | Techeetah-Citröen | 47   |
| 1   | 2   | Mahindra          | 40   |
| 1   | 3   | Andretti-BMW      | 40   |
| 3   | 4   | Virgin-Audi       | 36   |
| 1   | 5   | e.Dams-Nissan     | 18   |